# Saint-Marien
Saint-Marien ist eine Gemeinde im Zentralmassiv in Frankreich. Sie gehört zur Region Nouvelle-Aquitaine, zum Creuse, zum Arrondissement Aubusson und zum Kanton Boussac. 
Saint-Marien grenzt im Nordwesten an Saint-Priest-la-Marche, im Norden an Préveranges, im Osten an Saint-Pierre-le-Bost, im Süden an Boussac-Bourg und im Westen an Bussière-Saint-Georges. Im Gemeindegebiet entspringt auf 455 Metern über Meereshöhe der Arnon.

## Bevölkerungsentwicklung
| Jahr      | 1962 | 1968 | 1975 | 1982 | 1990 | 1999 | 2008 | 2013 |
| --------- | ---- | ---- | ---- | ---- | ---- | ---- | ---- | ---- |
| Einwohner | 389  | 354  | 304  | 262  | 232  | 186  | 174  | 196  |